# Christoph Pezel

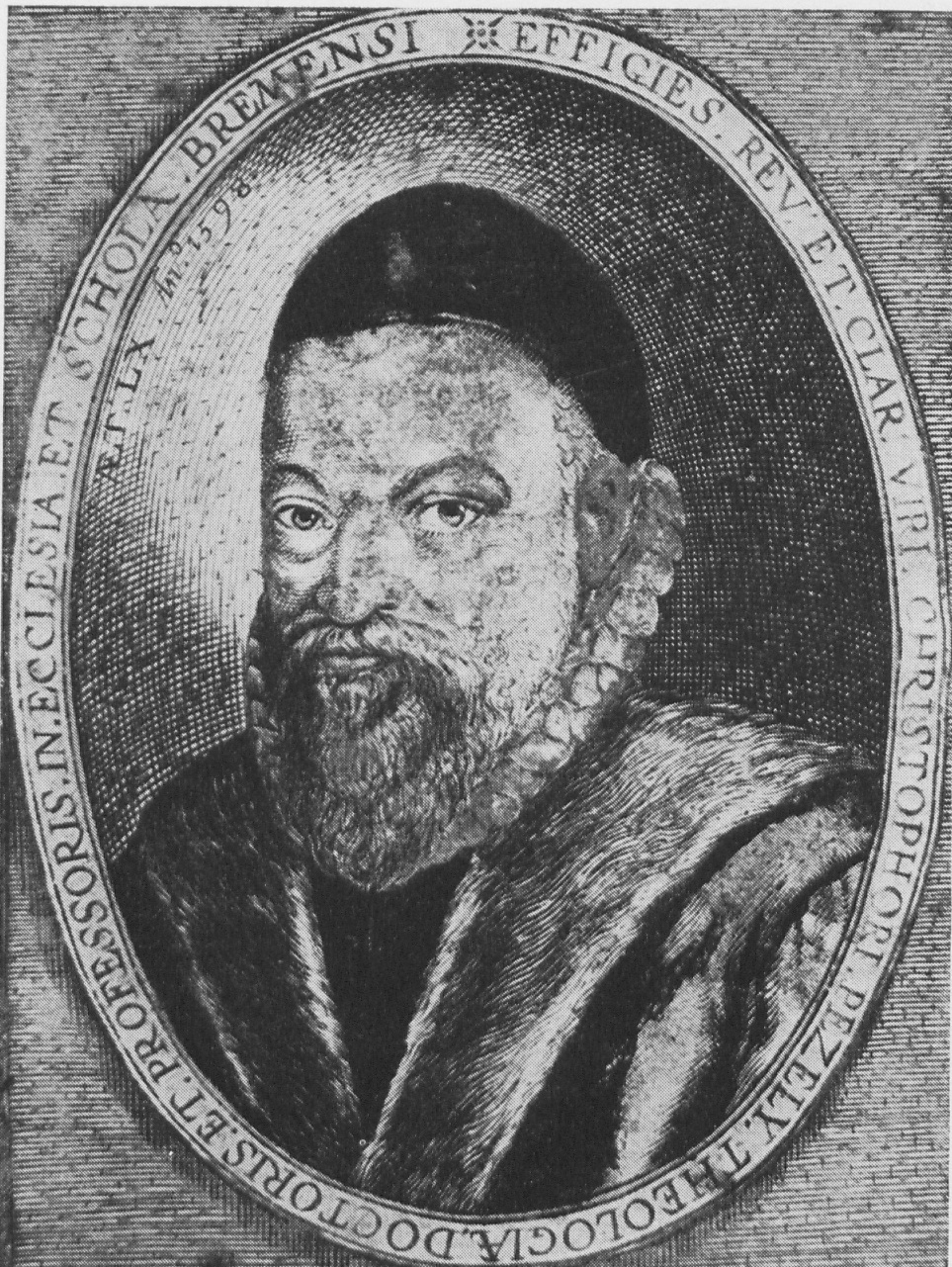
Christoph Pezel

Christoph Pezel (Plauen, 5 maart 1539 - Bremen, 24 februari 1604), ook Petzel, Pezelius, was een protestants theoloog, die de gereformeerden aanvoerde in Bremen en in Nassau-Siegen.

## Levensloop
Christoph Pezel was leerling aan de Latijnse school in Plauen en in 1558 schreef hij zich in aan de Universiteit van Jena. Vier jaar later vertrok hij naar de Universiteit van Wittenberg, waar hij de lezingen bijwoonde van Philipp Melanchthon. Hij werd vervolgens leraar in Plauen en na anderhalf jaar in Annaberg. In 1564 ontving hij een studiebeurs van keurvorst August van Saksen, waarmee hij zijn studies kon verderzetten in Wittenberg. Op 24 februari 1564 promoveerde hij tot magister in de wijsbegeerte. In oktober van hetzelfde jaar werd hij lid van de senaat van de faculteit wijsbegeerte en in februari 1567 werd hij benoemd tot hoogleraar dialectiek en ethiek in Wittenberg. In de zomer van 1568 werd hij decaan van de faculteit wijsbegeerte.

## Predikant in Wittenberg
In 1569 werd hij als opvolger van Paul Crell benoemd tot predikant in de Slotkerk. In december 1569 werd hij lid van de faculteit theologie in Wittenberg, werd er tot hoogleraar benoemd en promoveerde tot doctor in de godgeleerdheid. Binnen de protestantse gevoeligheden behoorde hij tot de zogenaamde philippisten. In 1574 werd deze richting door de Lutheranen vervolgd als 'cryptocalvinisten'. Hertog August van Saksen trad op en Pezel werd gearresteerd en twee jaar gevangen gehouden, waarna hij uit het vorstendom Saksen verbannen werd.

## In Eger, Dillenburg en Herborn
Hij begaf zich eerst naar Eger in Bohemen. In 1577 riep graaf Jan VI van Nassau-Dillenburg hem bij zich en hij verbleef als predikant, eerst in Siegen, vervolgens in Dillenburg. Hij maakte de tekst op van de Nassauische Bekenntnis, die goedgekeurd werd door een algemene synode in juli 1578 en er voor zorgde dat Nassau-Dillenburg zich bij de reformatie aansloot. Op 2 november 1578 werd hij pastoor en kerkeninspecteur benoemd in Herborn.
Op 11 juli 1579 sprak hij in Dillenburg de lijkrede uit bij de uitvaart van de op 6 juli overleden gravin Elisabeth van Leuchtenberg. De rede werd gepubliceerd onder de titel Leichpredigt Bey dem Begrebnis, Weyland der Durchlauchtigen, Hochgebornen Fürstin und Frauen, Frauen Elizabetha, geborner Landgrevin zu Leuchtemberg, etc. ... löblicher und Christlicher Gedechtnis. De troostbrief werd er aan toegevoegd die hij haar daags voor haar dood had laten geworden (6 edities tussen 1579 en 1990).

## Bremer Kerkhervormer
In 1579 werd Christoph Pezel door de senaat van Bremen uitgenodigd om een leerstellig dispuut tussen predikanten te arbitreren. Hij slaagde in de opdracht. In 1581 trok hij opnieuw naar Bremen en werd er in 1582 benoemd tot predikant in de Sint-Ansgariuskerk en in 1584 in de Onze-Lieve-Vrouwekerk. In overeenstemming met de stadsraad van Bremen voltooide hij de invoering van de reformatie in Bremen. Dit werd in 1595 officieel vastgelegd in de Consensus Bremensis. Vanaf 1585 was hij ook docent aan de Bremense academie.
Hij publiceerde voortaan talrijke werken, waarmee hij grote invloed uitoefende bij de verspreiding van de reformatie in het Heilige Roomse Rijk.

## Familie
Christoph Pezel was een zoon van de raadsheer Christoph Pezel en van Brigitta Bartmann. 
Na een eerste kort huwelijk met Magdalena († Wittenberg, 25 januari 1566), trouwde hij in 1567 met Katharina, de weduwe van Vikto Ötting en de dochter van Georg Rhaw. Het echtpaar kreeg zeven kinderen, onder wie Caspar Pezel (1573–1634), die jurist was, bibliothecaris en fiscaal bij het Hooggerechtshof, in dienst van graaf Simon VI zur Lippe:
- Dorothea Pezel (1564 - 1617)
- Christoph Pezel (1568 - 1569)
- Katharina Pezel (mei 1569 - september 1569)
- Elisabeth Pezel (°1570)
- Tobias Pezel (1571 - 1631) theoloog, predikant en leraar
- Caspar Pezel (1573 - 1634)
- Johannes († 1628).

## Publicaties
- Historischer Warhafftiger Bericht vnd Lehre Göttliches Worts von dem gantzen streit vnd handel des heiligen Abendmals : jngewisse vnderschiedene Capitel ordentlich verfasset ; Erstlich der Christlichen Gemeine in der löblichen Statt Embden ... in Sächsischer sprach außgangen, Nu aber auch andern Euangelischen Kirchen in Ober-Teutschland ... in Hochteutsche sprach vbergesetzt vnd in druck verfertiget by Menso Alting( Book ), 1590, 21 edities.
- Ad subiectas theses de officio Christi mediatoris, Christoph Pezel en Noah Schmaltz, Campen en Bremen, 1590
- Argumentorum et obiectionum, de praecipuis articulis doctrinae Christianae, cum responsionibus, quae passim extant in scriptis reverendi viri Domini Philippi Melancthonis, in duobus partibus by Christoph Pezel,1591, 3 edities
- Testimonia Veterum Scriptorum Insigniora. De Sacramentali Verborum Coenae interpretatione by Christoph Pezel, 1590, 8 edities.
- D. Christophori Pezelii Praecepta Genethlicaca, Sive De Prognosticandis Hominvm Nativitatibvs Commentarivs eruditissimus : In quo non solum Astrologia Praecepta & certa istius fundamenta demonstrantur, verum etiam varii casus, historiae, euentus & exempla lepidissima proponuntur
- Christliche Vnd Einfeltige Erklerung der notwendigen Lere, Vom heiligen Abendmal vnsers Herrn Jesu Christi : Aus zweyen Predigten Doctoris Christophori Pecelij, auff dem Haus Dillenburg zur Communion, im Monat Julio des verschienen Jars 1577. gehalten, 1578, 4 edities.
- De Sacrosancta Coena Domini Tractatvs Christophori Pezelii Theologiae Doctoris : Propositus In Scholia Bremensi, In explicatione Examinis Theologici Philippi Melancht. In Qvo Tergiuersationes eorum refutantur primùm, qui fascinati anteceptis opinionibus ... abhorrere se dicunt ... ; Additis passim Refutationibus opinionum & argumentorum Contrariorum, 1589, 5 edities.
- Apologia, Das ist, Volkommene Verantwortung, so Bürgermeister vnd Rath, sampt den Viertzigern, vnd der gantzen Burgerschaft der Stadt Embden, zu entdeckung ihrer vnschuldt müssen aufgeben : Wider Die falsche vnd vnbillliche beschuldigung, damit ihr Landtßherr Graff Enno hinder ihren Rücken, bey der Rom. Kays. Mayt. sie zur vngebür beschweret, vnd gar feindtlich angesetzt ... ; Jn welcher Apologi die fürnemste gescheffte in Ostfrieslandt von dreyzehen Jahren hero, auch des Landes betrübter zustandt ans licht gebracht, vnd dem Leser für augen gestellet werden, 1602, 4 edities.

## Eerbetoon
- In Vegesack is een straat naar hem genoemd.

- Biblioteca Nacional de España: XX1734461
- Bibliothèque nationale de France: cb120675718 (data)
- Gemeinsame Normdatei: 116139374
- International Standard Name Identifier: 0000 0001 0876 2622
- Library of Congress Control Number: no98122711
- Nationale Bibliotheek van Tsjechië: ola2012693021
- Nationale Bibliotheek van Israël: 987007266582305171
- Nationale Bibliotheek van Polen: a0000002842753
- Nederlandse Thesaurus van Auteursnamen: 070172722
- LIBRIS: 83657
- Système universitaire de documentation: 028944895
- Virtual International Authority File: 19699935
- WorldCat: E39PBJtRP4wfQGQrXKB7p4gqcP